# Philoponella nasuta
Philoponella nasuta là một loài nhện trong họ Uloboridae.
Loài này thuộc chi Philoponella. Philoponella nasuta được Tord Tamerlan Teodor Thorell miêu tả năm 1895.